# Polystichum hecatopterum
Polystichum hecatopterum là một loài thực vật có mạch trong họ Dryopteridaceae. Loài này được Diels miêu tả khoa học đầu tiên năm 1900.